# 007 黄金銃を持つ男
『007 黄金銃を持つ男』（ダブルオーセブン おうごんじゅうをもつおとこ、The Man with the Golden Gun）は、イアン・フレミングの小説『007』シリーズ長編第12作（単行本としては13冊目）。1965年、ジョナサン・ケープより出版された。日本でも同年に『007号/黄金の銃を持つ男』のタイトルで早川書房から井上一夫訳によりハヤカワ・ポケット・ミステリで発売された。イアン・フレミングは本作の校正中に死去したため遺作となり、シリーズは事実上未完に終わった。前作『007は二度死ぬ』で行方不明になっていたボンドが帰国し、Mの暗殺未遂を起こす。実はソビエト連邦に捕らわれ洗脳されていたためで、洗脳を解かれたボンドは復帰後の任務として、Mにスカラマンガ暗殺を命令される筋立てになっている。また、本作でMの本名が海軍提督サー・マイルズ・メッサヴィであることが、初めて明らかにされた（MのイニシャルがM.M.で、ファーストネームがマイルズであることは、小説第3作『007 ムーンレイカー』で明らかにされていた）。

## あらすじ
日本で消息を絶ち殉職したと思われていたジェームズ・ボンドがロンドンに現れ、上司Mを暗殺しようとした。一時記憶を失っていたボンドは、ウラジオストクに渡航して捕らわれ、KGBによって洗脳されていたのだ。治療を受け回復したボンドに、Mは成功すれば汚名返上、失敗すれば名誉ある死という困難な任務を与えた。それは殺し屋フランシスコ・スカラマンガの活動に終止符を打つことで、ボンドはスカラマンガの本拠地ジャマイカに飛んだ。首尾よくスカラマンガの用心棒に雇われたボンドだったが、正体が露見しスカラマンガと対決に及ぶ。

## 出版
- イアン・フレミング 著、井上一夫 訳『007 黄金の銃を持つ男』早川書房〈ハヤカワ・ミステリ文庫〉、2000年2月。ISBN 978-4151713583。改訳版
- Fleming, Ian (2009-4-23) (英語). The Man with the Golden Gun. Penguin. ISBN 9780141045085